# Бжозув (Томашовський повіт)
Бжозув (пол. Brzozów) — село в Польщі, у гміні Жечиця Томашовського повіту Лодзинського воєводства.
Населення — 186 осіб (2011).
У 1975-1998 роках село належало до Пйотрковського воєводства.

## Демографія
Демографічна структура станом на 31 березня 2011 року:
|          | Загалом | Допрацездатний вік | Працездатний вік | Постпрацездатний вік |
| -------- | ------- | ------------------ | ---------------- | -------------------- |
| Чоловіки | 106     | 21                 | 77               | 8                    |
| Жінки    | 80      | 12                 | 46               | 22                   |
| Разом    | 186     | 33                 | 123              | 30                   |